# Schneeweiderhof
Der Schneeweiderhof ist ein Ortsteil von Eßweiler, dessen Wohngebäude unter Denkmalschutz stehen.

## Lage
Der Ort liegt etwa drei Kilometer von Eßweiler entfernt in etwa 500 Meter Höhe unmittelbar zwischen dem Bornberg und dem Herrmannsberg.

## Geschichte
Die Geschichte des Ortes ist eng mit den Steinbrüchen verknüpft, die ab den 1870er Jahren dort angelegt wurden. Zwischen 1922 und 1924 wurde vom damaligen Eigentümer der Steinbrüche, der Basalt AG, Linz am Rhein, eine Arbeitersiedlung für die Steinbruchbediensteten, die Kolonie, aus Basaltsteinen nach Plänen des Architekturbüros Mattar & Scheler errichtet. Die Anlage ist noch weitgehend original erhalten.
Seit der Schließung der Steinbrüche im Jahr 1970 gehen die Einwohnerzahlen auf dem Schneeweiderhof kontinuierlich zurück, immer mehr Wohnungen in der Kolonie stehen leer. Beliebt ist der Schneeweiderhof jedoch bei Wanderern und Ausflüglern der näheren Umgebung, die die dortige Gastwirtschaft zur Einkehr nutzen. Seit 1988 befindet sich auf dem Steinbruchgelände die Kreismülldeponie des Landkreises Kusel.

## Infrastruktur
Wegen der recht hohen Schülerzahlen (1952 insgesamt 25 Schüler in sieben Klassen) wurde 1952 auf dem Schneeweiderhof eine Schule in einem eigens dafür errichteten Gebäude eingerichtet. Den Kindern wurde dadurch der tägliche Fußmarsch nach Eßweiler und wieder zurück erspart. Die Schule wurde im Jahr 1965, nach einer Schulreform, aufgelöst.
Durch den Ort verläuft außerdem die Kreisstraße 31.